# Institut néerlandais d'études militaires
L'Institut néerlandais de documentation de guerre (en néerlandais : Nederlands Instituut voor Oorlogsdocumentatie, NIOD), également dit Institut néerlandais d'études militaires, est une organisation basée aux Pays-Bas qui gère des archives et réalise des études historiques sur l'occupation du pays pendant la Seconde Guerre mondiale. Initialement un Institut d'État, il fait partie de l'Académie royale néerlandaise des arts et des sciences depuis le 1er janvier 1999. Son premier directeur était Louis de Jong, qui publia l'histoire du Royaume des Pays-Bas pendant la Seconde Guerre mondiale, une œuvre de 28 livres et 18 000 pages, de 1955 jusqu'à 1988. 
L'Institut a aussi effectué une étude sur le massacre de Srebrenica (1995), qui a conduit à la démission du second cabinet du Premier ministre Wim Kok.